# Торналя
То́рналя (словац. Tornaľa, венг. Tornalja), город в юго-восточной Словакии. Население — около 7,3 тыс. человек.

## История
Торналя впервые упоминается в 1245. В 1948—1990 носила имя «Шафариково» в честь словацкого писателя Шафарика.

## Население
| Год:                | 1994 | 2004    | 2014    | 2024    |
| ------------------- | ---- | ------- | ------- | ------- |
| Количество человек: | 8457 | 8016    | 7364    | 6702    |
| Разница:            |      | −5,21 % | −8,13 % | −8,98 % |